# Lampona bunya
Lampona bunya là một loài nhện trong họ Lamponidae. Loài này được phát hiện ở Queensland.